# Караибас (Баия)
Караибас (порт. Caraíbas)  —  муниципалитет в Бразилии. Входит в штат Баия. Составная часть мезорегиона Юго-центральная часть штата Баия. Входит в экономико-статистический микрорегион Брумаду, который входит в Юго-центральная часть штата Баия. Население составляет 17 851 человек на 2006 год. Занимает площадь 1125,474 км². Плотность населения — 15,9 чел./км².

## Статистика
- Валовой внутренний продукт на 2003 год составляет 26 490 311,00 реалов (данные: Бразильский институт географии и статистики).
- Валовой внутренний продукт на душу населения на 2003 год составляет 1510,71 реалов (данные: Бразильский институт географии и статистики).
- Индекс развития человеческого потенциала на 2000 год составляет 0,578 (данные: Программа развития ООН).

## География
Климат местности: полупустыня.